# حوزه انتخابیه هشتم ایندیانا
حوزه انتخابیه هشتم ایندیانا یک حوزه انتخابیه مجلس نمایندگان آمریکا است که در ایالت ایندیانا قرار دارد.